# 海老原栄
海老原 栄（えびはら さかえ、1932年〈昭和7年〉3月21日 - 2005年〈平成17年〉4月13日）は、日本の政治家、千葉県印西市長（2期）。

## 来歴
千葉県出身。千葉県立印旛高等学校（現・千葉県立印旛明誠高等学校）併設中学校卒。印西市議会議員を経て。1996年の印西市長選挙に立候補し、当選する。2000年に再選。印西市長を2期務め、2004年の市長選挙には出馬しなかった。2005年4月13日、原発性肝癌のため東京歯科大学市川総合病院にて死去、満73歳没。